# Zsigmond Horvátovszky
Zsigmond (Tsigmond) (Sigismund) Horvátovszky ( 1730 - 1800 ) fue un botánico checo.

## Algunas publicaciones
- 1774. Flora Tyrnaviensis indigenae. Dissertatio. Parte 1. 46 pp. Tyrnavii, 1774
- La abreviatura «Horv.» se emplea para indicar a Zsigmond Horvátovszky como autoridad en la descripción y clasificación científica de los vegetales.[2]